# Royal-Louis (линейный корабль, 1668)

## История строительства
Корабль был заложен на верфях Тулона корабельным мастером Родольфом Гедеоном в декабре 1666 года и был спущен со стапеля 1 февраля 1668 года. Введён в эксплуатацию в августе 1669 года.

## Конструкция
Корабль являлся типичным трёхдечным трёхмачтовым парусным линейным кораблём третьей четверти XVII столетия.

## Служба
Участвовал в войне Аугсбургской лиги.